# Raritan (Illinois)
Raritan es una villa ubicada en el condado de Henderson en el estado estadounidense de Illinois. En el Censo de 2010 tenía una población de 138 habitantes y una densidad poblacional de 543,69 personas por km².

## Geografía
Raritan se encuentra ubicada en las coordenadas 40°41′45″N 90°49′30″O / 40.69583, -90.82500. Según la Oficina del Censo de los Estados Unidos, Raritan tiene una superficie total de 0.25 km², de la cual 0.25 km² corresponden a tierra firme y (0%) 0 km² es agua.

## Demografía
Según el censo de 2010, había 138 personas residiendo en Raritan. La densidad de población era de 543,69 hab./km². De los 138 habitantes, Raritan estaba compuesto por el 97.1% blancos, el 0% eran afroamericanos, el 1.45% eran amerindios, el 0% eran asiáticos, el 0% eran isleños del Pacífico, el 0% eran de otras razas y el 1.45% pertenecían a dos o más razas. Del total de la población el 1.45% eran hispanos o latinos de cualquier raza.